# James Kreger
James Kreger (* um 1953 in Nashville) ist ein US-amerikanischer Cellist und Musikpädagoge.
Kreger nahm neunjährig den ersten Cellounterricht und war Schüler von Leonard Rose und Harvey Shapiro. Er gewann achtzehnjährig den Piatigorsky Price und wurde als Student an der Juilliard School mit dem Morris Loeb Prize und dem Felix Salmond Award ausgezeichnet. 1974 war er einer der Preisträger im Fach Cello beim Tschaikowski-Wettbewerb.
In der Folgezeit gab er Konzerte in Europa, Asien und den Vereinigten Staaten unter Dirigenten wie Erich Leinsdorf, Eugene Ormandy, Leopold Stokowski, carlo Maria Giulini, Fabio Luisi, Michael Tilson Thomas, Zubin Mehta, Carlos Kleiber, Riccardo Muti, James Levine, Adrian Boult, Rafael Kubelík und Pablo Casals und war Gast bei Musikfestivals in den USA und Europa. Auf Einladung von Janos Starker war er Gast des American Cello Congress an der Indiana University.
Als Kammermusiker arbeitete Kreger u. a. mit Heinz Holliger, Andras Schiff, Richard Goode, Felix Galimir, Wynton Marsalis, Oscar Shumsky, Jean-Philippe Collard, Jean-Pierre Rampal, James Galway und Maureen Forrester zusammen. Mit Gerald Robbins nahm er das gesamte Werk Mendelssohns für Cello und Klavier auf. Auf zwei weiteren CDs von Guild Music spielte er Richard Strauss Don Quixote, Victor Herberts Cello Concerto No. 2, Antonín Dvořáks Cellokonzert und dessen Waldesruhe.  Fast 30 Jahre lehrte Kreger an der Juilliard School, außerdem unterrichtete er als Gast die Cellisten der New World Symphony in Miami.

## Weblink
- Website von James Kreger